# Milieu intérieur
Pour les articles homonymes, voir Milieu.
En biologie, le milieu intérieur est l'ensemble des composants, ou plus souvent des principaux liquides internes, essentiels à la vie des animaux, leur survie dépendant du maintien de l'homéostasie. Le concept de milieu intérieur a été élaboré par Claude Bernard à la fin du XIXe siècle.
Le milieu intérieur est constitué de trois principaux liquides :
- le sang ;
- la lymphe ;
- le liquide interstitiel.

Dans les années 2000, le concept de milieu intérieur a été inclus à celui d'environnement intérieur, qui lui-même inclut également le milieu intracellulaire et le compartiment plasmatique.

## Origine du concept
Claude Bernard a finalisé sa conception du « milieu intérieur » dans son livre posthume Leçons sur les phénomènes de la vie communs aux animaux et aux végétaux (1878-1879). Les paragraphes les plus fréquemment citées sont les suivants : 

« La vie constante ou libre est la troisième forme de la vie : elle appartient aux animaux les plus élevés en organisation… Les organes, les appareils, les tissus, fonctionnent d'une manière sensiblement égale, sans que leur activité éprouve ces variations considérables qui se montraient chez des animaux à vie oscillante. Il en est ainsi parce que le "milieu intérieur" qui enveloppe les organes, les tissus, les éléments de tissus, ne change pas ; les variations atmosphériques s'arrêtent à lui de sorte qu'il est vrai de dire que les "conditions physiques du milieu" sont constantes pour l'animal supérieur ; il est enveloppé dans un milieu invariable qui lui fait comme une atmosphère propre dans le milieu cosmique toujours changeant…
Je crois avoir le premier insisté sur cette idée qu'il y a pour l'animal réellement deux milieux : un milieu extérieur dans lequel est placé l'organisme, et un milieu intérieur dans lequel vivent les éléments des tissus. L'existence de l'être se passe, non pas dans le milieu extérieur, air atmosphérique pour l'être aérien, eau douce ou salée pour les animaux aquatiques, mais dans le milieu liquide intérieur formé par le liquide organique circulant qui entoure et où baignent tous les éléments anatomiques des tissus; c'est la lymphe ou le plasma, la partie liquide du sang, qui, chez les animaux supérieurs, pénètrent les tissus et constituent l'ensemble de tous les liquides interstitiels, expression de toutes les nutritions locales, source et confluent de tous les échanges élémentaires…
La fixité du milieu intérieur est la condition de la vie libre et indépendante… le mécanisme qui le permet est celui qui assure dans le milieu intérieur, le maintien de toutes les conditions nécessaires à la vie des éléments. Dans la vie constante, l'être vivant paraît libre et les manifestations vitales semblent produites et dirigées par un principe vital intérieur affranchi des conditions physiques ou chimiques extérieures. Cette apparence est une illusion. Tout au contraire, c'est particulièrement dans le mécanisme de la vie constante ou libre que ces relations étroites se montrent dans leur pleine évidence. »

— Claude Bernard, Leçons sur les phénomènes de la vie communs aux animaux et aux végétaux